# Heteroxenia
Heteroxenia is een geslacht van neteldieren uit de klasse van de Anthozoa (bloemdieren).

## Soorten
- Heteroxenia bauiana May, 1900
- Heteroxenia elisabethae Kölliker, 1874
- Heteroxenia fuscescens (Ehrenberg, 1834)
- Heteroxenia ghardaquensis Gohar, 1940
- Heteroxenia lighti Roxas, 1933
- Heteroxenia medioensis Roxas, 1933
- Heteroxenia membranacea Schenk, 1896
- Heteroxenia mindorensis Roxas, 1933
- Heteroxenia minuta Roxas, 1933
- Heteroxenia palmae Roxas, 1933
- Heteroxenia philippinensis Roxas, 1933
- Heteroxenia pinnata Roxas, 1933
- Heteroxenia rigida (May, 1899)
- Heteroxenia uniserta (Kükenthal, 1902)